# 类雀麦
类雀麦（学名：Bromus ramosus）为禾本科雀麦属下的一个种。

## 扩展阅读
維基物種上的相關：类雀麦